# Kan Kikuchi (futbolista)
Kan Kikuchi (菊池 完 Kikuchi Kan?, nacido el 3 de mayo de 1977 en Tokio) es un exfutbolista japonés. Jugaba de defensa y su último club fue el Bontang FC.

## Trayectoria

### Clubes
| Club                    | País      | Año         |
| ----------------------- | --------- | ----------- |
| Ome FC                  | Japón     | 2000 - 2004 |
| FC Fuente Higashikurume | Japón     | 2005 - 2006 |
| FC Gifu                 | Japón     | 2006 - 2009 |
| Bontang FC              | Indonesia | 2010        |